# Distretto di Sorochuco
Il distretto di Sorochuco è uno dei dodici distretti  della provincia di Celendín, in Perù. Si trova nella regione di Cajamarca e si estende su una superficie di 170,02 chilometri quadrati.

Ha per capitale la città di Sorochuco e contava 10.216 abitanti al censimento 2005.